# Zbyněk Malinský
Zbyněk Malinský (7. února 1923, Praha – 7. března 2005, Praha) byl spisovatel, autor pohádek, scenárista a textař, skaut.

## Život
Zbyněk Malinský prožil svá klukovská léta ve skautském oddíle Dvojka, který vedl Jaroslav Foglar. Malinský do oddílu přišel v roce 1934, měl skautskou přezdívku Zbynda.
Po válce vystudoval právnickou fakultu, poté pracoval v různých profesích, od roku 1960 jako scenárista a textař. V textech z pozůstalosti vzpomíná na dědečka, soudce v Jičíně, který měl s babičkou 14 dětí. Jeho dva synové též vystudovali práva.

## Dílo
- Vánoční pohádky (1983) – jako audioknihu namluvil Vlastimil Brodský
- Šťastné a veselé vánoční pohádky (2003) – jako audioknihu namluvil Vlastimil Brodský
- Dům ve Sluneční ulici (2004)
- Pohádky ze Sluneční ulice (2000)
- Afrodita, příběh taky o koni (1989)
- Je nás šest, jeden štěká (1998)
- Cyril a Teniska (1994)
- Dvanáct měsíců (1977)
- Kolotoč s labutěmi (1999) – sbírka povídek
- Ptáčkoviny – audiokniha, kterou namluvil Rudolf Hrušínský